# 天和駅
天和駅（てんわえき）は、兵庫県赤穂市鷆和（）字苗座にある、西日本旅客鉄道（JR西日本）赤穂線の駅である。
真木村と鳥撫村が合併して誕生した新しい村の名前を「真」と「鳥」の二文字を合わせ、更に両村が和すことを願い鷆和村とした。この駅があるのはこの名残の鷆和であるが漢字が難しいため駅名は天和駅とされた。地名の鷆和も「天和」と表記されることが多い。但し、当駅前にある押ボタン式信号機には「鷆和駅前」と表記されている。

## 歴史
- 1963年（昭和38年）5月1日：国鉄赤穂線播州赤穂駅 - 備前福河駅間に新設[1][3]。旅客のみ取扱う駅員無配置駅[4]。請願駅[5]。
- 1987年（昭和62年）4月1日：国鉄分割民営化に伴い、JR西日本の駅となる[2]。
- 2018年（平成30年）9月15日：ICOCA対応IC専用機導入、ICOCAが利用可能となる[6]。

## 駅構造

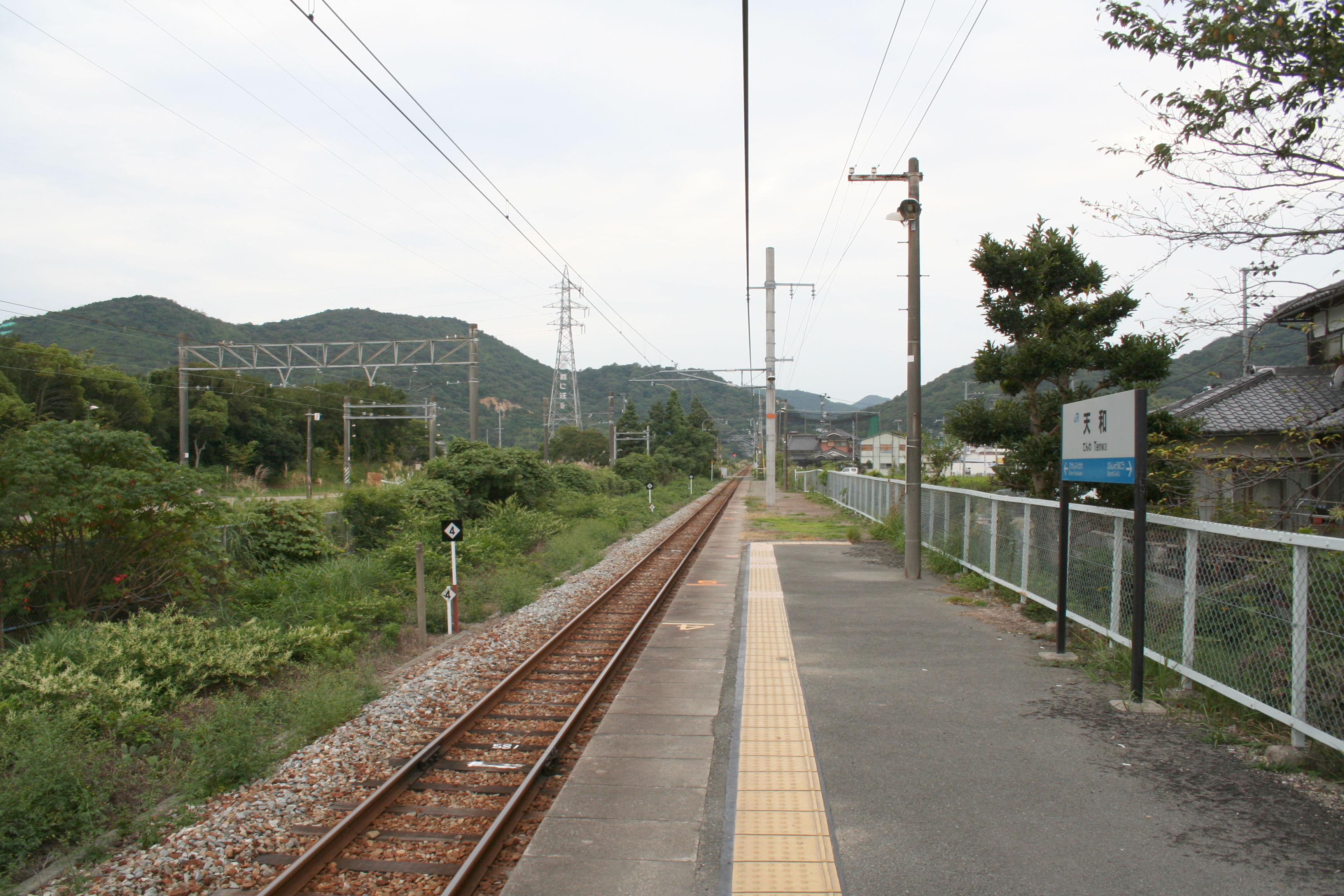
ホーム（2009年9月）

岡山方面に向かって右側に単式ホーム1面1線を有する地上駅（停留所）。棒線駅のため、岡山方面行・播州赤穂方面行双方が同一ホームに発着する。
相生駅管理の無人駅。駅舎は無く、直接ホームに入る形となっている。自動券売機は設置されていないが、駅前にバリアフリー仕様の公衆トイレがある。当駅に発着する定期列車は中国統括本部側の列車で占められているが、当駅設備は近畿統括本部管理に置かれている。
駅東側から三菱電機赤穂工場へ続く専用線が分岐しているが、これは隣の西浜駅分岐扱いである。

## 利用状況
「兵庫県統計書」によると、2023年（令和4年）度の1日平均乗車人員は232人である。
近年の1日平均乗車人員の推移は以下の通り。
| 乗車人員推移 | 乗車人員推移 |
| 年度         | 1日平均人数  |
| ------------ | ------------ |
| 1995         | 231          |
| 1996         | 237          |
| 1997         | 216          |
| 1998         | 223          |
| 1999         | 218          |
| 2000         | 212          |
| 2001         | 202          |
| 2002         | 176          |
| 2003         | 162          |
| 2004         | 164          |
| 2005         | 159          |
| 2006         | 171          |
| 2007         | 173          |
| 2008         | 173          |
| 2009         | 193          |
| 2010         | 203          |
| 2011         | 212          |
| 2012         | 215          |
| 2013         | 218          |
| 2014         | 226          |
| 2015         | 227          |
| 2016         | 217          |
| 2017         | 200          |
| 2018         | 243          |
| 2019         | 262          |
| 2020         | 231          |
| 2021         | 209          |
| 2022         | 228          |
| 2023         | 232          |

## 駅周辺

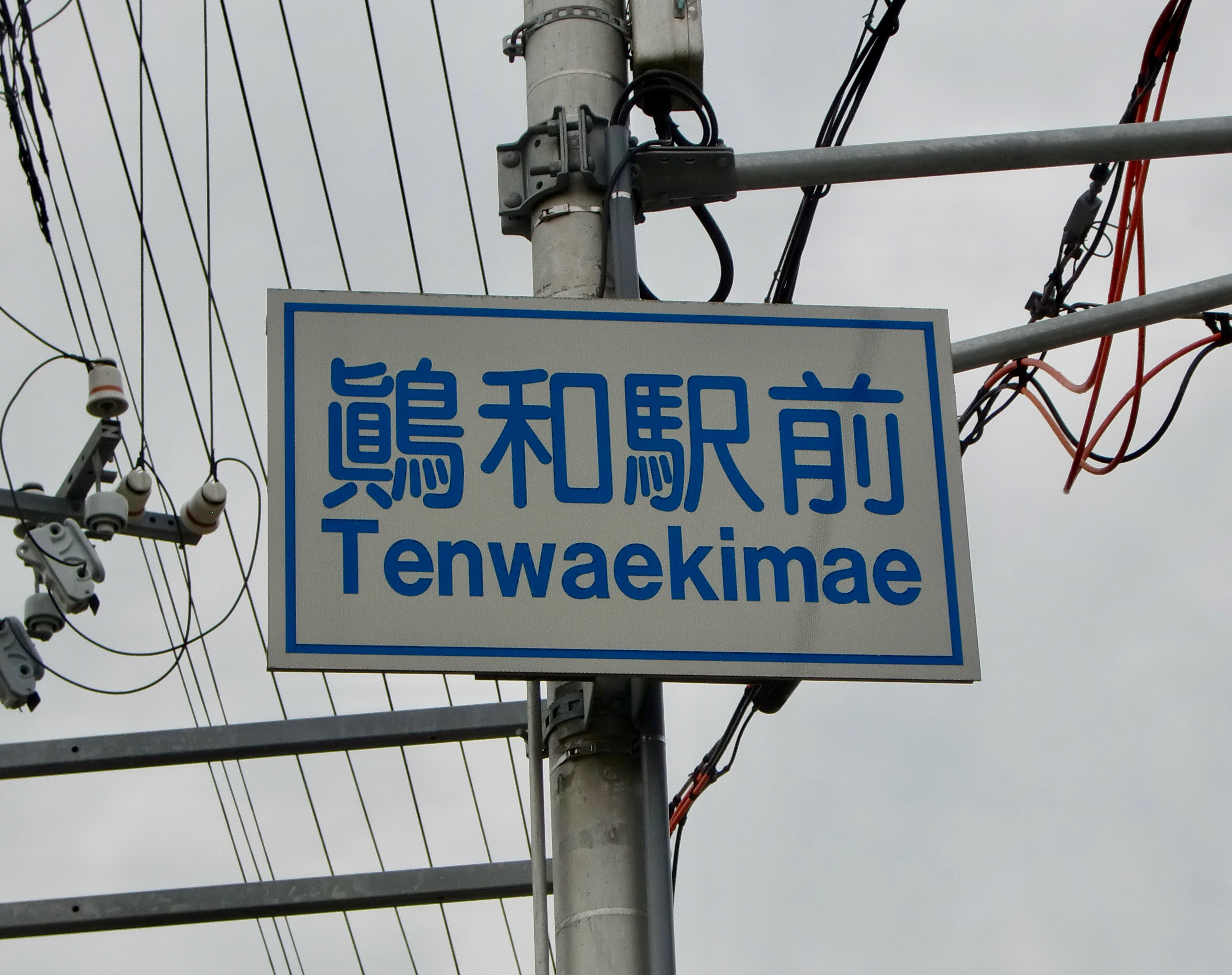
駅前信号機の「鷆和」表記

南側に三菱電機の工場がある。北側は国道250号と並行し、山のそばに住宅がある。南へ抜けると恋ヶ浜海岸に至るが、同海岸は駅からやや離れた所にある。なお、駅前には商店等は設けられていない。
- 三菱電機赤穂工場
- 黒崎播磨赤穂工場
- 赤穂西地区体育館 - 赤穂西公民館に隣接する。
- 赤穂市立赤穂西小学校
- 赤穂鷆和簡易郵便局[8]
- 国道250号
- 赤穂市立赤穂西公民館

## バス路線
駅付近に下記の各停留所がある。なお、系統または路線名と行き先の案内は省略する。
- ウエスト神姫「天和」停留所

駅前を通る国道250号沿いにある。
- 赤穂市内循環バスゆらのすけ「天和駅」停留所

駅付近の細い路地にある（月曜・水曜・金曜運行）。

## その他
- 2012年（平成24年）1月14日にNHK総合テレビにて土曜ドラマスペシャルとして放送された「とんび」で、主人公の幼馴染達が、上京する主人公の息子を見送るシーンが当駅で撮影された[9]。この撮影に併せて、115系湘南色（3両編成）の臨時運行が行われ、前述したシーンの撮影が行われた[9]。

## 隣の駅
西日本旅客鉄道（JR西日本）
 赤穂線
播州赤穂駅 - （貨）西浜駅 - 天和駅 - 備前福河駅